# Ida Fink
Ida Fink (en hebreu: אידה פינק), Zbarazh, 21 de novembre de 1921 - Tel-Aviv, 27 de setembre de 2011) va ser una escriptora israeliana en llengua polonesa.

## Biografia
Ida Fink va néixer en una família jueva a Zbarazh, una ciutat polonesa a l'època, i situada actualment a Ucraïna. El seu pare era metge i la seva mare mestra. Durant la seva adolescència Ida estudia al Conservatori de música de Lviv. Passa els anys 1941-1942 al gueto de la seva ciutat natal, a continuació arriba al « costat ari » de la ciutat, amb papers falsos. Després de l'alliberament, es casa i té una filla. Instal·lada a Israel des de 1957, escriu en polonès, exclusivament sobre la Shoah, les estratègies humanes de resistència, i sobre el que quedat a les memòries.
Va viure a Holon, on treballava en una biblioteca musical i com entrevistadora de supervivents per a l'Institut Iad va-Xem de Jerusalem. Després va viure amb la seva germana al barri Ramat Aviv de Tel-Aviv.
Va publicar la seva primera història l'any 1971.

## Obres
- Skrawek czasu, 1987 (Un trosset de temps i altres relats)[4]
- Podróż, 1990 (El viatge)
- Ślady, 1996 — (Traces)[5]
- Odpływający ogród, 2003 (Sortint del jardí)[6]